# Dichrogaster kichijoi
Dichrogaster kichijoi là một loài tò vò trong họ Ichneumonidae.